# David Silk

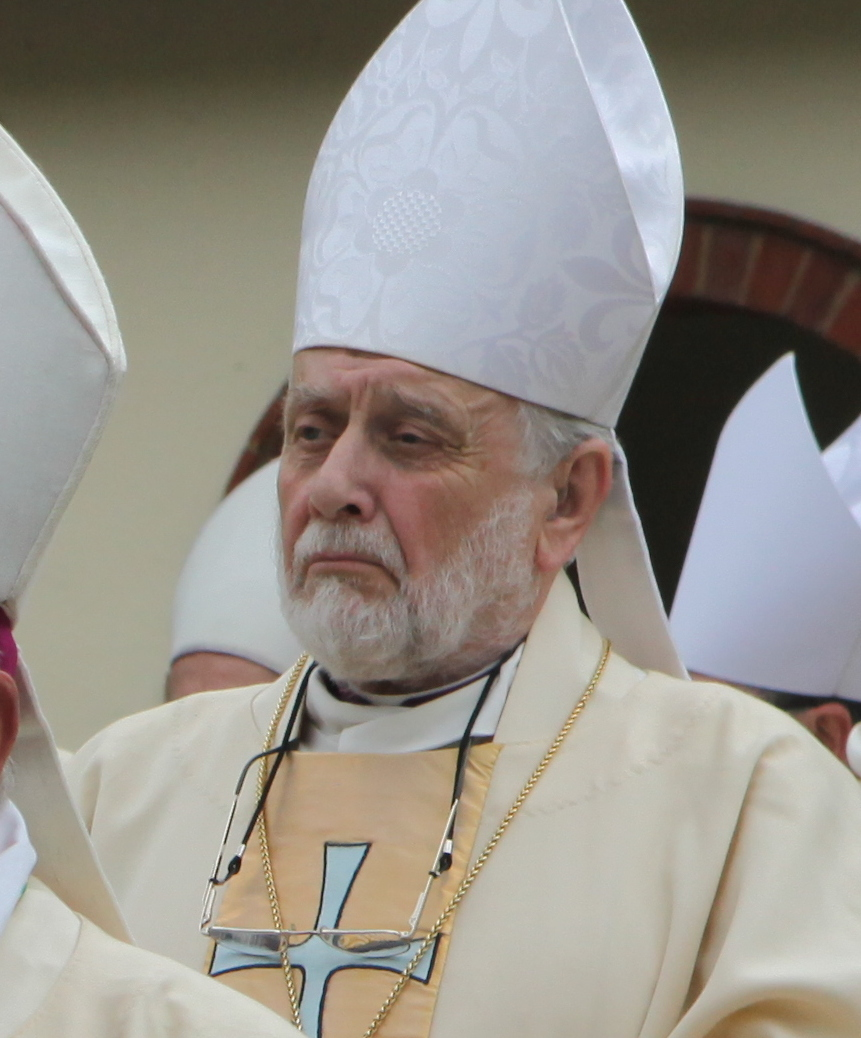
David Silk

Robert David Silk (* 23. August 1936; † 20. September 2023 in Torquay) war ein anglikanischer Bischof von Ballarat in Australien.

## Leben
Er ging auf die Gillingham Grammar School, University of Exeter und St Stephen's House, Oxford. 1960 wurde er ordiniert. Seine ersten Arbeitsstellen waren die Pfarrstellen in St Barnabas' Gillingham und Holy Redeemer's Lamorbey und er war Priester in Good Shepherd's Blackfen. Bevor er von 1994 bis 2003 Bischof von Ballarat wurde, war Erzdiakon von Leicester.
Nach seiner Rückkehr nach England wurde er Assistenzbischof in der Diözese Exeter.
Er war einer von fünf anglikanischen Bischöfen, die die anglikanische Kirche verließen, in die römisch-katholische Kirche eintraten und Papst Benedikts XVI. Anglicanorum coetibus annahmen. Er wurde am 15. Februar 2011 in der Buckfast Abbey durch Hugh Christopher Budd, Bischof von Plymouth, zum Diakon und am 18. Februar 2011 zum Priester für das durch Papst Benedikt XVI. gegründete Personalordinariat Unserer Lieben Frau von Walsingham ordiniert. Am 21. Juni 2012 wurde er von Benedikt XVI. zum Ehrenkaplan Seiner Heiligkeit ernannt.